# 後腹鴨嘴蜥魚
後腹鴨嘴蜥魚（学名：Uncisudis posteropelvis）為輻鰭魚綱仙女魚目帆蜥魚亞目魣蜥魚科的一種，分布於西北太平洋海域，深度170-330公尺，體長可達1.8公分，棲息在中層水域，生活習性不明。